# Prix Dadasaheb Phalke

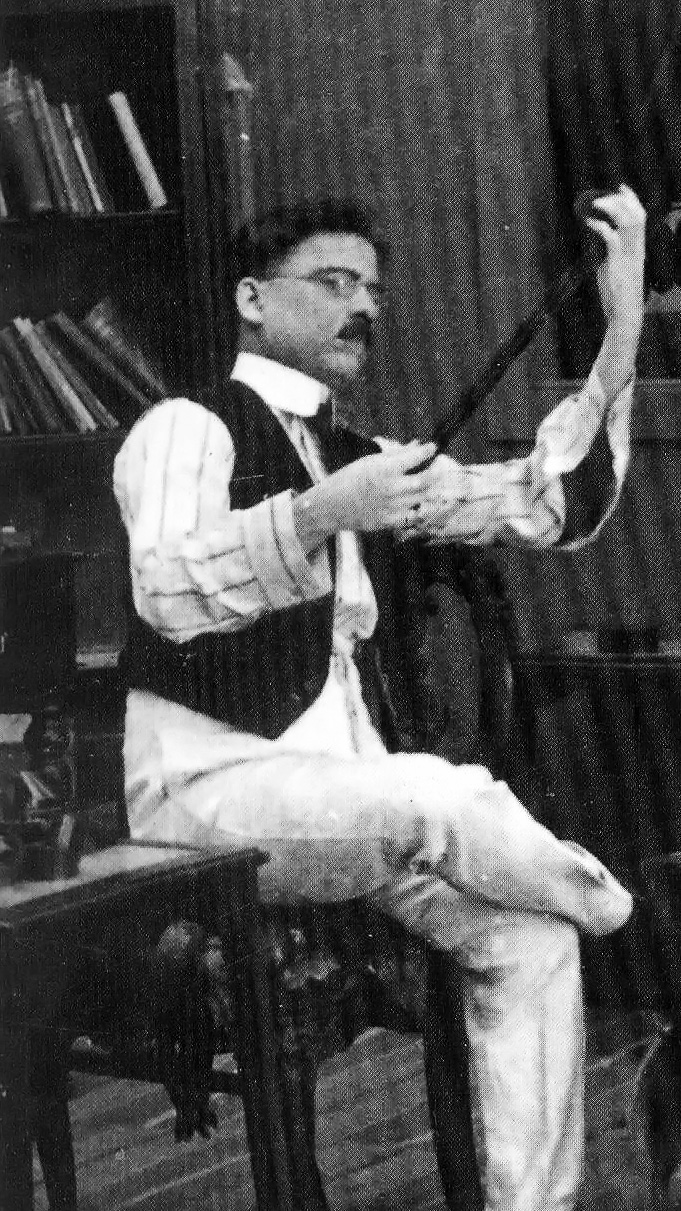
Photographie de Dadasaheb Phalke, années 1930.

Le prix Dadasaheb Phalke (en anglais : Dadasaheb Phalke Award) est une récompense annuelle attribuée par le gouvernement indien pour une vie consacrée au cinéma indien. Il a été fondé en 1969, l'année du centenaire de la naissance de Dadasaheb Phalke, considéré comme le père du cinéma indien.

## Titulaires du prix classés par année
Le prix pour une année est donné à la fin de l'année suivante, la date indiquée est celle du prix et non pas l'année où il a été décerné.

### De 1969 à 1999
- 1969 : Devika Rani, actrice ;
- 1970 : B.N. Sircar (en), producteur ;
- 1971 : Prithviraj Kapoor, acteur ;
- 1972 : Pankaj Mullick (en), compositeur et chanteur ;
- 1973 : Sulochana, actrice ;
- 1974 : B.N. Reddy (en), réalisateur et producteur ;
- 1975 : Dhiren Ganguly, réalisateur, acteur et producteur ;
- 1976 : Kanan Devi, actrice ;
- 1977 : Nitin Bose, réalisateur, directeur de la photographie et scénariste ;
- 1978 : Rai Chand Boral, compositeur ;
- 1979 : Sohrab Modi, acteur, réalisateur et producteur ;
- 1980 : Paidi Jairaj, acteur ;
- 1981 : Naushad, compositeur ;
- 1982 : L.V. Prasad, producteur, réalisateur et acteur ;
- 1983 : Durga Khote, actrice ;
- 1984 : Satyajit Ray, réalisateur ;
- 1985 : V. Shantaram, acteur, réalisateur et producteur ;
- 1986 : B. Nagi Reddy, producteur ;
- 1987 : Raj Kapoor, acteur et réalisateur ;
- 1988 : Ashok Kumar, acteur ;
- 1989 : Lata Mangeshkar, chanteuse ;
- 1990 : A. Nageswara Rao, acteur ;
- 1991 : Bhalji Pendharkar, réalisateur et producteur ;
- 1992 : Bhupen Hazarika, compositeur ;
- 1993 : Majrooh Sultanpuri, parolier ;
- 1994 : Dilip Kumar, acteur ;
- 1995 : Raj Kumar, acteur ;
- 1996 : Sivaji Ganesan, acteur ;
- 1997 : Pradeep, parolier ;
- 1998 : B. R. Chopra, réalisateur et producteur ;
- 1999 : Hrishikesh Mukherjee, réalisateur.

### Depuis 2000
- 2000 : Asha Bhosle, chanteuse ;
- 2001 : Yash Chopra, réalisateur et producteur ;
- 2002 : Dev Anand, acteur, réalisateur et producteur ;
- 2003 : Mrinal Sen, réalisateur ;
- 2004 : Adoor Gopalakrishnan, réalisateur ;
- 2005 : Shyam Benegal, réalisateur ;
- 2006 : Tapan Sinha (en), réalisateur ;
- 2007 : Manna Dey (en), chanteur ;
- 2008 : V.K. Murthy, cameraman ;
- 2009 : D. Ramanaidu (en), producteur ;
- 2010 : K. Balachander, réalisateur ;
- 2011 : Soumitra Chatterjee, acteur ;
- 2012 : Pran, acteur ;
- 2013 : Gulzar,	parolier, scénariste, réalisateur, producteur ;
- 2014 : Shashi Kapoor, acteur et producteur ;
- 2015 : Manoj Kumar, acteur et réalisateur ;
- 2016 : K. Viswanath (en), réalisateur, scénariste, parolier et acteur ;
- 2017 : Vinod Khanna, acteur et producteur ;
- 2018 : Amitabh Bachchan, acteur ;
- 2019 : Rajinikanth, acteur, producteur et chanteur ;
- 2020 : Asha Parekh, actrice ;
- 2021 : Waheeda Rehman, actrice.